# Roitzsch
Roitzsch este o comună în Saxonia-Anhalt, Germania